# لوتشا لايبريه

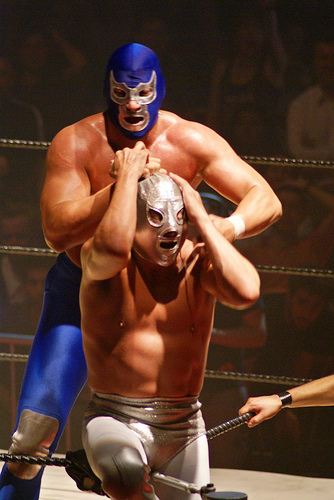
مباراة لوتشا لايبريه بين بلو دايمون الإبن و إيل هيجو ديل سانتو.

لوتشا لايبريه (بالإسبانية: Lucha libre)‏ ومعناه القتال الحر هو نوع من المصارعة المحترفة في المكسيك، وهو في الأصل نفس نوع المصارعة الحرة الأمريكية الإنجليزية، ويتميز نوع هذه المصارعات بلبس صاحبه للقناع ويتميز المصارعين فيه بالسرعة والرشاقة وفي بعض المباريات يتم التنافس بين المصارعين حول من ينزع القناع أولاً وألذي يكون الفائز، من أشهر المصارعين ألذين أشتهروا بإتقانهم لهذا النمط هم المصارع ري ميستيريو و سين كارا و كاليستو.